# بمباران مدرسه حمامه
در ۴ اوت ۲۰۲۴، نیروهای دفاعی اسرائیل به مدرسه حمامه در محله شیخ رضوان غزه حمله کردند. این مدرسه به افرادی که در اثر تهاجم اسرائیل به نوار غزه آواره شده بودند، پناه می‌داد. بر اساس گزارش دفاع مدنی غزه، در این حمله، ۱۷ نفر کشته و «بسیاری دیگر» زخمی شدند. همچنین ساختمان مدرسه هم به‌طور کامل ویران شد.
قطعنامه شورای امنیت سازمان ملل متحد که در ۲۵ مارس ۲۰۲۴ تصویب شد، خواستار آتش‌بس فوری در جنگ اسرائیل و حماس بود. حمله به مدرسه حمامه همزمان با مذاکرات آتش‌بس در مصر صورت گرفت.

## حمله به مدارس توسط ارتش اسرائیل
در ۶ ژوئیه، مدرسه الجونی تحت مدیریت اونروا که به ۲٬۰۰۰ پناهنده در اردوگاه پناهندگان نصیرات در مرکز غزه پناه داده بود، هدف حمله ارتش اسرائیل قرار گرفت و در آن ۱۶ فلسطینی کشته شدند. در ۷ ژوئیه، ارتش اسرائیل مدرسه خاندان مقدس متعلق به پدرسالار لاتین، واقع در شهر غزه که صدها پناهجو را در خود جای داده بود، هدف قرار داد و چهار نفر را کشت. در ۸ ژوئیه، نیروهای ارتش اسرائیل به مدرسه دیگری که تحت مدیریت اونروا در نصیرات اداره می‌شد، حمله کردند و باعث زخمی شدن چندین نفر شدند. فیلیپ لازارینی، رئیس اونروا، اظهار داشت که دو سوم تمام مدارس اونروا در غزه از اکتبر ۲۰۲۳ مورد حمله قرار گرفته‌اند.

## حمله
در ۴ اوت، هواپیماهای اسرائیلی مدرسه حمامه را با موشک هدف قرار دادند. سپس، در حالی که امدادگران در حال نجات قربانیان حمله اولیه بودند، سه موشک دیگر به سمت مدرسه شلیک کردند. در نتیجه، افراد بیشتری کشته شدند و تعدادی نیز زیر آوار گرفتار شدند. این تاکتیک، بارها توسط ارتش اسرائیل استفاده شده بود. قبل از اولین حمله، هیچ هشداری داده نشده بود. منابع متعددی گزارش داده بودند که زنان و کودکان در میان قربانیان این حادثه بودند.

## پیامدها
ارتش اسرائیل اعلام کرد که این مدرسه توسط حماس، مورد استفاده قرار می‌گرفت. حماس این ادعا را بهانه‌ای نادرست برای هدف قرار دادن غیرنظامیان بی‌دفاع دانست. جنبش مقاومت فلسطین این حمله را ادامه «جنگ وحشیانه نابودی اسرائیل» در غزه خواند.